# Mirko Slomka

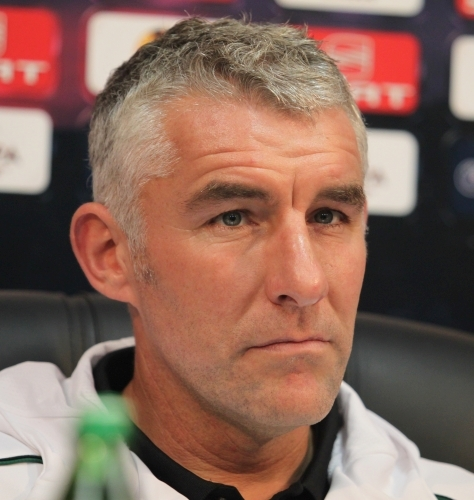
Mirko Slomka

Mirko Slomka (Hildesheim, 12 september 1967) is een Duits voetbaltrainer. Hij is vooral bekend als trainer van FC Schalke 04. Deze functie vervulde hij van 2006 tot 13 april 2008. Hij leidde Schalke 04 in het seizoen 2006-2007 naar de tweede plek in de Bundesliga, achter kampioen VfB Stuttgart. In seizoen 2005-2006 leidde hij Schalke 04 ook naar de halve finales van de UEFA Cup.
Op 13 april 2008 werd Slomka ontslagen door het management van Schalke 04, na een periode van slechte prestaties. Hij redde zijn baan nog even toen Schalke 04 FC Porto, regerend Portugees kampioen, versloeg met 4-1 na strafschoppen (na een 1-1 gelijkspel over twee wedstrijden) in de UEFA Champions League. Schalke werd echter in de volgende ronde uitgeschakeld door FC Barcelona met 2-0 over twee wedstrijden. De laatste druppel was een nederlaag in de Bundesliga tegen mede-titelkandidaat Werder Bremen, een wedstrijd die met 5-1 verloren ging.
In januari 2010 werd hij aangesteld als coach van Hannover 96. Op 27 december 2013 werd hij ontslagen na mindere resultaten. In februari 2014 volgde hij Bert van Marwijk op als coach van Hamburger SV. Op 16 september 2014 werd hij ontslagen na een zwakke competitiestart. HSV bezette op dat moment de laatste plaats, ondanks het feit dat de club in de zomer 26 miljoen euro had gespendeerd aan nieuwe spelers.

## Carrière
- 1998–1999: Hannover 96 (onder 19)
- 1999–2000: Tennis Borussia Berlin (onder 19)
- 2000: Tennis Borussia Berlin
- 2001–2004: Hannover 96 (assistent-trainer)
- 2004–2006: Schalke 04 (assistent-trainer)
- 2006–2008: Schalke 04
- 2010–2013: Hannover 96
- 2014: Hamburger SV
- 2017: Karlsruher SC
- 2019: Hannover 96